# PFA Awards
Die PFA Awards sind eine Reihe von Auszeichnungen, die seit 2009 jährlich von Professional Footballers Australia (PFA), der australischen Fußballspieler-Gewerkschaft, vergeben werden. Gewählt werden neben Australiens Fußballer und Fußballerin des Jahres und dem australischen U-23-Fußballer des Jahres auch die A-League-Mannschaft der Saison sowie der A-League-Trainer und -Schiedsrichter des Jahres. Stimmberechtigt sind die Mitglieder der PFA. Neben den PFA Awards gibt es jährlich auch eine Reihe von Auszeichnungen des australischen Fußballverbandes Football Federation Australia.

## Fußballer des Jahres
Als Fußballer des Jahres (engl. Footballer of the Year) wird der beste Spieler der A-League oder australische Fußballer im Ausland geehrt. Dementsprechend können auch in Australien tätige ausländische Spieler grundsätzlich ausgezeichnet werden. Bislang ging der Titel aber jeweils an einen australischen Spieler.
| Jahr    | Spieler        | Verein                                   | Weitere Nominierte |
| ------- | -------------- | ---------------------------------------- | --- |
| 2008/09 | Tim Cahill     | FC Everton                               | Travis Dodd, Eugene Galekovic, Mile Jedinak, Harry Kewell, Scott McDonald, Craig Moore, Kevin Muscat, Lucas Neill, Sasa Ognenovski, Mark Schwarzer, Shane Smeltz         |
| 2009/10 | Mark Schwarzer | FC Fulham                                | Mark Bresciano, Tim Cahill, Jason Culina, Scott Chipperfield, Simon Colosimo, Carlos Hernández, Brett Holman, Joshua Kennedy, Harry Kewell, Shane Smeltz, Luke Wilkshire |
| 2010/11 | Matt McKay     | Brisbane Roar & Glasgow Rangers          | Thomas Broich, Tim Cahill, Brett Emerton, Harry Kewell, Lucas Neill, Marcos Flores, Brett Holman, Joshua Kennedy, Sasa Ognenovski, Mark Schwarzer, Luke Wilkshire        |
| 2011/12 | Brett Holman   | AZ Alkmaar                               | Besart Berisha, Thomas Broich, Alex Brosque, Adam Federici, Joshua Kennedy, Luke Wilkshire, Patrick Zwaanswijk                                                           |
| 2012/13 | Robbie Kruse   | Fortuna Düsseldorf & Bayer 04 Leverkusen | Tim Cahill, Ante Covic, Mile Jedinak, Daniel McBreen, Mark Schwarzer, Archie Thompson                                                                                    |
| 2013/14 | Mile Jedinak   | Crystal Palace                           | Mark Bresciano, Tim Cahill, Mathew Leckie, Mark Milligan, Mathew Ryan, Matthew Spiranovic                                                                                |
| 2014/15 | Mathew Ryan    | FC Brügge & FC Valencia                  | Tim Cahill, Mark Milligan, Fahid Ben Khalfallah, Trent Sainsbury, Marc Janko, Nathan Burns, Alex Wilkinson, Massimo Luongo                                               |
| 2015/16 | Aaron Mooy     | Melbourne City FC & Huddersfield Town    | Bruno Fornaroli, Jamie Maclaren, Diego Castro, Tim Cahill, Tom Rogic, Mark Milligan, Mathew Ryan, Matthieu Delpierre, Mathew Leckie                                      |
| 2016/17 | Aaron Mooy     | Huddersfield Town                        | Jackson Irvine, Miloš Ninković, Tom Rogic, Danny Vukovic |
| 2017/18 | Aaron Mooy     | Huddersfield Town                        | |

## Fußballerin des Jahres
| Jahr    | Spielerin            | Verein                                        | Weitere Nominierte                                                             |
| ------- | -------------------- | --------------------------------------------- | ------------------------------------------------------------------------------ |
| 2009/10 | Servet Uzunlar       | Sydney FC                                     |                                                                                |
| 2010/11 | Elise Kellond-Knight | Brisbane Roar                                 |                                                                                |
| 2011/12 | Lydia Williams       | Canberra United                               | Caitlin Foord, Elise Kellond-Knight, Sally Shipard                             |
| 2012/13 | Sam Kerr             | Sydney FC                                     | Brianna Davey, Stephanie Catley                                                |
| 2013/14 | Katrina Gorry        | Brisbane Roar                                 | Emily van Egmond, Sam Kerr                                                     |
| 2014/15 | Elise Kellond-Knight | Brisbane Roar                                 | Emily van Egmond, Laura Alleway, Caitlin Foord, Lydia Williams, Sam Kerr       |
| 2015/16 | Lydia Williams       | Houston Dash & Canberra United                | Emily van Egmond, Alanna Kennedy, Elise Kellond-Knight, Caitlin Foord          |
| 2016/17 | Sam Kerr             | Sky Blue FC & Perth Glory                     | Stephanie Catley, Caitlin Foord, Katrina Gorry, Alanna Kennedy, Lydia Williams |
| 2017/18 | Sam Kerr             | Sky Blue FC & Perth Glory & Chicago Red Stars |                                                                                |

## Harry Kewell Medal (U-23-Fußballer des Jahres)
| Jahr    | Spieler           | Verein                                 | Weitere Nominierte |
| ------- | ----------------- | -------------------------------------- | --- |
| 2008/09 | Nikita Rukavytsya | Perth Glory & FC Twente Enschede       | Billy Celeski, Bruce Djite, Tarek Elrich, Adam Federici, Scott Jamieson, Mitch Nichols, Matt Simon, Matthew Spiranovic, James Troisi, Michael Zullo |
| 2009/10 | Mitchell Langerak | Melbourne Victory & Borussia Dortmund  | Leigh Broxham, Ben Kantarovski, Robbie Kruse, Mathew Leckie, Shane Lowry, Tommy Oar, Nikita Rukavytsya, Dario Vidosic, Rhys Williams                |
| 2010/11 | Robbie Kruse      | Melbourne Victory & Fortuna Düsseldorf | Mustafa Amini, Kosta Barbarouses, Oliver Bozanic, Kerem Bulut, Luke DeVere, Mathew Leckie, Tommy Oar, Nikita Rukavytsya, Mathew Ryan                |
| 2011/12 | Mathew Ryan       | Central Coast Mariners                 | Aziz Behich, James Brown, Luke DeVere, Mate Dugandzic, Ryan McGowan, Mitch Nichols, Rhys Williams                                                   |
| 2012/13 | Marco Rojas       | Melbourne Victory & VfB Stuttgart      | James Holland, Shane Lowry, Aaron Mooy, Tommy Oar, Tom Rogic, Trent Sainsbury                                                                       |
| 2013/14 | Mathew Ryan       | FC Brügge                              | Jason Davidson, Ben Halloran, Mathew Leckie, Massimo Luongo, Tommy Oar, Trent Sainsbury, Adam Taggart, Bailey Wright                                |
| 2014/15 | Mathew Ryan       | FC Brügge & FC Valencia                | Massimo Luongo, James Jeggo, Bernie Ibini-Isei, Trent Sainsbury, Awer Mabil                                                                         |
| 2015/16 | Jamie Maclaren    | Brisbane Roar                          | Jason Geria, Stefan Mauk, Alex Gersbach, Dimitri Petratos, James Jeggo                                                                              |
| 2016/17 | Alex Gersbach     | Rosenborg Trondheim                    | Mustafa Amini, Jonathan Aspropotamitis, Riley McGree                                                                                                |
| 2017/18 | Daniel Arzani     | Melbourne City                         | |

## U-21-Fußballerin des Jahres
| Jahr    | Spielerin    | Verein          | Weitere Nominierte                         |
| ------- | ------------ | --------------- | ------------------------------------------ |
| 2016/17 | Alex Chidiac | Adelaide United | Ellie Carpenter, Grace Maher, Remy Siemsen |
| 2017/18 | Alex Chidiac | Adelaide United |                                            |

## A-League-Mannschaft des Jahres
In die A-League-Mannschaft des Jahres (engl. PFA A-League Team of the Year) werden 16 Spieler unterteilt nach Positionen nominiert (11 in die Startelf, 5 auf die Ersatzbank), daneben wird auch der Trainer und Schiedsrichter des Jahres gewählt.

### 2008/09
| TW | Eugene Galekovic | Adelaide United        |
| AB | Tarek Elrich     | Newcastle Jets         |
| AB | Craig Moore      | Brisbane Roar          |
| AB | Sasa Ognenovski  | Adelaide United        |
| AB | Scott Jamieson   | Adelaide United        |
| MF | Mile Jedinak     | Central Coast Mariners |
| MF | Travis Dodd      | Adelaide United        |
| MF | Charlie Miller   | Brisbane Roar          |
| ST | Shane Smeltz     | Wellington Phoenix     |
| ST | Archie Thompson  | Melbourne Victory      |
| ST | Eugène Dadi      | Perth Glory            |

Ersatzspieler:
| TW | Michael Theoklitos | Melbourne Victory |
| AB | Kevin Muscat       | Melbourne Victory |
| MF | Paul Reid          | Adelaide United   |
| MF | Billy Celeski      | Melbourne Victory |
| ST | Nikita Rukavytsya  | Perth Glory       |

Trainer:  Aurelio Vidmar, Adelaide United
Schiedsrichter:  Strebre Delovski

### 2009/10
| TW | Eugene Galekovic | Adelaide United        |
| AB | Matthew Kemp     | Melbourne Victory      |
| AB | Simon Colosimo   | Sydney FC              |
| AB | Kevin Muscat     | Melbourne Victory      |
| AB | Dean Heffernan   | Central Coast Mariners |
| MF | Jason Culina     | Gold Coast United      |
| MF | Matt Thompson    | Newcastle Jets         |
| MF | Carlos Hernández | Melbourne Victory      |
| ST | Archie Thompson  | Melbourne Victory      |
| ST | Alex Brosque     | Sydney FC              |
| ST | Shane Smeltz     | Gold Coast United      |

Ersatzspieler:
| TW | Danny Vukovic         | Central Coast Mariners |
| AB | Nikolai Topor-Stanley | Newcastle Jets         |
| MF | Tommy Oar             | Brisbane Roar          |
| MF | Steve Corica          | Sydney FC              |
| ST | Paul Ifill            | Wellington Phoenix     |

Trainer:  Vitezslav Lavicka, Sydney FC
Schiedsrichter:  Strebre Delovski

### 2010/11
| TW | Michael Theoklitos | Brisbane Roar     |
| AB | Ivan Franjic       | Brisbane Roar     |
| AB | Matt Smith         | Brisbane Roar     |
| AB | Luke DeVere        | Brisbane Roar     |
| AB | Cássio             | Adelaide United   |
| MF | Marcos Flores      | Adelaide United   |
| MF | Matt McKay         | Brisbane Roar     |
| MF | Thomas Broich      | Brisbane Roar     |
| ST | Kosta Barbarouses  | Brisbane Roar     |
| ST | Robbie Kruse       | Melbourne Victory |
| ST | Sergio van Dijk    | Adelaide United   |

Ersatzspieler:
| TW | Glen Moss             | Gold Coast United      |
| AB | Joshua Rose           | Central Coast Mariners |
| MF | Kasey Wehrman         | Newcastle Jets         |
| MF | Carlos Hernández      | Melbourne Victory      |
| ST | Jean Carlos Solórzano | Brisbane Roar          |

Trainer:  Ange Postecoglou, Brisbane Roar
Schiedsrichter:  Gerard Parsons

### 2011/12
| TW | Mathew Ryan        | Central Coast Mariners |
| AB | Michael Marrone    | Melbourne Heart        |
| AB | Patrick Zwaanswijk | Central Coast Mariners |
| AB | Joshua Rose        | Central Coast Mariners |
| MF | Mitch Nichols      | Brisbane Roar          |
| MF | Aziz Behich        | Melbourne Heart        |
| MF | Fred               | Melbourne Heart        |
| MF | Thomas Broich      | Brisbane Roar          |
| ST | Paul Ifill         | Wellington Phoenix     |
| ST | Besart Berisha     | Brisbane Roar          |
| ST | Archie Thompson    | Melbourne Victory      |

Ersatzspieler:
| TW | Clint Bolton     | Melbourne Heart    |
| AB | Andrew Durante   | Wellington Phoenix |
| MF | Nick Carle       | Sydney FC          |
| MF | Carlos Hernández | Melbourne Victory  |
| ST | Harry Kewell     | Melbourne Victory  |

Trainer:  Graham Arnold, Central Coast Mariners
Schiedsrichter:  Strebre Delovski

### 2012/13
| TW | Ante Covic            | Western Sydney Wanderers |
| AB | Jérôme Polenz         | Western Sydney Wanderers |
| AB | Trent Sainsbury       | Central Coast Mariners   |
| AB | Nikolai Topor-Stanley | Western Sydney Wanderers |
| AB | Adama Traoré          | Melbourne Victory        |
| MF | Shinji Ono            | Western Sydney Wanderers |
| MF | Mark Milligan         | Melbourne Victory        |
| MF | Michael McGlinchey    | Central Coast Mariners   |
| ST | Jeremy Brockie        | Wellington Phoenix       |
| ST | Alessandro Del Piero  | Sydney FC                |
| ST | Marco Rojas           | Melbourne Victory        |

Ersatzspieler:
| TW | Eugene Galekovic | Adelaide United        |
| AB | Michael Thwaite  | Perth Glory            |
| MF | Marcelo Carrusca | Adelaide United        |
| ST | Archie Thompson  | Melbourne Victory      |
| ST | Daniel McBreen   | Central Coast Mariners |

Trainer:  Tony Popovic, Western Sydney Wanderers
Schiedsrichter:  Strebre Delovski

### 2013/14
| TW | Eugene Galekovic   | Adelaide United          |
| AB | Adama Traoré       | Melbourne Victory        |
| AB | Matt Smith         | Brisbane Roar            |
| AB | Matthew Spiranovic | Western Sydney Wanderers |
| AB | Ivan Franjic       | Brisbane Roar            |
| MF | Luke Brattan       | Brisbane Roar            |
| MF | Thomas Broich      | Brisbane Roar            |
| MF | Marcelo Carrusca   | Adelaide United          |
| ST | Adam Taggart       | Newcastle Jets           |
| ST | Besart Berisha     | Brisbane Roar            |
| ST | David Williams     | Melbourne Heart          |

Ersatzspieler:
| TW | Danny Vukovic    | Perth Glory        |
| AB | Mark Milligan    | Melbourne Victory  |
| MF | Osama Malik      | Adelaide United    |
| MF | Carlos Hernández | Wellington Phoenix |
| ST | Stein Huysegems  | Wellington Phoenix |

Trainer:  Mike Mulvey, Brisbane Roar
Schiedsrichter:  Strebre Delovski

### 2014/15
| TW | Eugene Galekovic     | Adelaide United    |
| AB | Tarek Elrich         | Adelaide United    |
| AB | Matthieu Delpierre   | Melbourne Victory  |
| AB | Andrew Durante       | Wellington Phoenix |
| AB | Scott Jamieson       | Perth Glory        |
| MF | Mark Milligan        | Melbourne Victory  |
| MF | Aaron Mooy           | Melbourne City FC  |
| MF | Marcelo Carrusca     | Adelaide United    |
| ST | Fahid Ben Khalfallah | Melbourne Victory  |
| ST | Marc Janko           | Sydney FC          |
| ST | Nathan Burns         | Wellington Phoenix |

Ersatzspieler:
| TW | Danny Vukovic      | Perth Glory       |
| AB | Nigel Boogaard     | Adelaide United   |
| MF | Miloš Dimitrijević | Sydney FC         |
| ST | Besart Berisha     | Melbourne Victory |
| ST | Guilherme Finkler  | Melbourne Victory |

Trainer:  Kevin Muscat, Melbourne Victory
Schiedsrichter:  Strebre Delovski

### 2015/16
| TW | Thomas Sørensen    | Melbourne City FC        |
| AB | Joshua Risdon      | Perth Glory              |
| AB | Matthieu Delpierre | Melbourne Victory        |
| AB | Jade North         | Brisbane Roar            |
| AB | Scott Jamieson     | Western Sydney Wanderers |
| MF | Corona             | Brisbane Roar            |
| MF | Aaron Mooy         | Melbourne City FC        |
| MF | Diego Castro       | Perth Glory              |
| ST | Jamie Maclaren     | Brisbane Roar            |
| ST | Bruno Fornaroli    | Melbourne City FC        |
| ST | Harry Novillo      | Melbourne City FC        |

Ersatzspieler:
| TW | Mark Birighitti       | Newcastle Jets           |
| AB | Nikolai Topor-Stanley | Western Sydney Wanderers |
| MF | Mitch Nichols         | Western Sydney Wanderers |
| ST | Roly Bonevacia        | Wellington Phoenix       |
| ST | Kosta Barbarouses     | Melbourne Victory        |

Trainer:  Guillermo Amor, Adelaide United
Schiedsrichter:  Strebre Delovski

### 2016/17
| TW | Danny Vukovic    | Sydney FC         |
| AB | Rhyan Grant      | Sydney FC         |
| AB | Alex Wilkinson   | Sydney FC         |
| AB | Michael Jakobsen | Melbourne City FC |
| AB | Michael Zullo    | Sydney FC         |
| MF | Brandon O’Neill  | Sydney FC         |
| MF | Miloš Ninković   | Sydney FC         |
| MF | James Troisi     | Melbourne Victory |
| ST | Marco Rojas      | Melbourne Victory |
| ST | Besart Berisha   | Melbourne Victory |
| ST | Diego Castro     | Perth Glory       |

Ersatzspieler:
| TW | Liam Reddy         | Perth Glory       |
| AB | Jade North         | Brisbane Roar     |
| MF | Joshua Brillante   | Sydney FC         |
| ST | Bruno Fornaroli    | Melbourne City FC |
| ST | Alex Brosque       | Sydney FC         |
| AB | Ruon Tongyik (U20) | Melbourne City FC |
| MF | Riley McGree (U20) | Adelaide United   |

Trainer:  Graham Arnold, Sydney FC

### 2017/18
| TW | Jamie Young         | Brisbane Roar         |
| AB | Luke Wilkshire      | Sydney FC             |
| AB | Alex Wilkinson      | Sydney FC             |
| AB | Rhys Williams       | Melbourne Victory     |
| AB | Michael Zullo       | Sydney FC             |
| MF | Josh Brillante      | Sydney FC             |
| MF | Luke Brattan        | Melbourne City FC     |
| MF | Dimitri Petratos    | Newcastle United Jets |
| ST | Adrian Mierzejewski | Sydney FC             |
| ST | Bobô                | Sydney FC             |
| ST | Leroy George        | Melbourne Victory     |

Ersatzspieler:
| TW | Andrew Redmayne     | Sydney FC             |
| AB | Bart Schenkeveld    | Melbourne City FC     |
| MF | Isaías Sánchez      | Adelaide United       |
| MF | Miloš Ninković      | Sydney FC             |
| ST | Andrew Nabbout      | Newcastle United Jets |
| AB | Thomas Deng (U23)   | Melbourne Victory     |
| MF | Daniel Arzani (U23) | Melbourne City FC     |

Trainer:  Graham Arnold, Sydney FC